# Дядя Ваня (фильм, 1970)
«Дядя Ваня» — советский художественный фильм 1970 года режиссёра Андрея Михалкова-Кончаловского по одноимённой пьесе А. П. Чехова.
При создании фильма перед режиссёром стояла задача максимального сохранения стиля и содержания оригинального произведения.

## Сюжет
Действие происходит в российской провинции, где жизнь скучна и кажется бессмысленно и напрасно потраченной. Дядя Ваня, русский интеллигент, едва сводящий концы с концами в этом захолустье, влюбляется в женщину, случайно на короткое время оказавшуюся в его поместье.

## В ролях
- Иннокентий Смоктуновский — Иван Петрович Войницкий (дядя Ваня)
- Сергей Бондарчук — Михаил Львович Астров, доктор
- Ирина Купченко — Соня, дочь профессора от первого брака с покойной Верой Петровной Войницкой, сестрой дяди Вани
- Владимир Зельдин — Александр Владимирович Серебряков, отставной профессор, действительный статский советник
- Ирина Мирошниченко — Елена Андреевна Серебрякова, вторая жена профессора
- Ирина Анисимова-Вульф — Мария Васильевна Войницкая, вдова тайного советника и сенатора, мать дяди Вани и бабушка Сони
- Николай Пастухов — Илья Ильич Телегин (Вафля), крёстный Сони, обедневший помещик, приживал в имении Серебрякова
- Екатерина Мазурова — Марина, старая няня
- Вячеслав Бутенко — работник

## Съёмочная группа
- Постановка: Андрей Михалков-Кончаловский
- Операторы-постановщики: Георгий Рерберг, Евгений Гуслинский
- Художник-постановщик: Николай Двигубский
- Художник по костюмам: Л. Кусакова
- Звукооператор: Григорий Коренблюм
- Композитор: Альфред Шнитке
- Режиссёр: М. Чернова
- Редактор: А. Репина
- Художник-декоратор: В. Раппопорт
- Монтаж: Л. Покровская, Л. Раевая
- Грим: Т. Юрченко, Г. Пригожева
- Комбинированные съёмки: В. Жанов
- Ассистент режиссёра: А. Бланк, Л. Зайцева, О. Шульгина
- Ассистент по костюмам: Т. Личманова
- Ассистент оператора: Г. Беленький, Ю. Васильев
- Директор картины: А. Демидова

## Создание фильма
Фильм снят на двух типах плёнки: цветном «Кодаке» и чёрно-белой, так как запасов «Кодака» не хватало, а советская плёнка не давала нужного качества изображения. Потом некоторые критики нашли художественное обоснование для перехода цветного изображения в чёрно-белое. Похожая ситуация сложилась с лентой «Свой среди чужих, чужой среди своих» — первым фильмом брата Андрея Кончаловского Никиты Михалкова.
При создании саундтрека к фильму композитор Альфред Шнитке активно использовал технику коллажа. Помимо оригинальной музыки (либо на её фоне) за кадром звучат: альтовая ария из «Страстей по Иоанну» И. С. Баха (в обработке Шнитке), ноктюрн «Грёзы любви» Ф. Листа, гимн «Боже, царя храни», песня «Вы жертвою пали в борьбе роковой», а также пародия на «Свадебный марш» Ф. Мендельсона.

## Номинации и награды
- 1971 — Международный кинофестиваль в Сан-Себастьяне (Приз «Серебряная раковина» — Андрей Кончаловский)
- 1972 — Фестиваль советских фильмов в Сорренто (Приз «Серебряная сирена» — Андрей Кончаловский)
- 1974 — Международный кинофестиваль в Милане[итал.] (Серебряная медаль — Андрей Кончаловский)